# Otto Ites
Otto Ites (Norden, 1918. február 5. – Norden, 1982. február 2.) német tengeralattjáró-kapitány volt a második világháborúban. Tizenöt hajót (76 882 brt) süllyesztett el.

## Pályafutása
Otto Ites 1936. április 3-án, tiszjelöltként csatlakozott a német haditengerészethez. Először a Kondor és az Albatros torpedónaszádon szolgált, majd 1938 októberben áthelyezték a tengeralattjárós egységhez. Az U–51-en kezdett, majd másodtiszt lett az U–48-on. Reinhard Suhren távozása után első tiszt lett. 1941. márciusában áthelyezték kapitánynak az U–146-ra. A hajóval két őrjáratot tett a Balti-tengeren és az Északi-tengeren.
1941 augusztusban átvette az U–94 parancsnoki posztját. Négy harci küldetése volt, főként az Atlanti-óceán északi részén. Tizennégy hajót süllyesztett el, egyet megrongált. Ötödik útján, 1942. augusztus 28-án a Karib-tengeren, egy repülőgép mélységi bombákat dobott tengeralattjárójára, majd az HMCS Oakvillie kanadai korvett legázolta a búvárhajót. Ites 25 társával túlélte a támadást, és hadifogságba került. 1946 májusában térhetett haza.
Németországban először fogorvosként dolgozott, majd 1956-ban csatlakozott a szövetségi haditengerészethez. Két éven át a Z–2 romboló parancsnoka volt, majd különböző vezérkari pozíciókat töltött be. Ellentengernagyként vonult nyugállományba 1977 szeptemberében.

## Összegzés
| Hajója | Parancsnoki szolgálata                    | Őrjáratok száma | Őrjáratok hossza (nap) | Eltalált hajók száma | Eltalált hajók vízkiszorítása (brt) |
| ------ | ----------------------------------------- | --------------- | ---------------------- | -------------------- | ----------------------------------- |
| U–146  | 1941. április 7. – 1941. augusztus 26.    | 2               | 45                     | 1                    | 3496                                |
| U–94   | 1941. augusztus 29. – 1942. augusztus 28. | 5               | 190                    | 15                   | 81 408                              |
|        | Összesen                                  | 7               | 235                    | 16                   | 84 904                              |

## Elsüllyesztett és megrongált hajók
| Búvárhajó | Dátum                | Hajó neve            | Nemzetisége        | Vízkiszorítása (Brt |
| --------- | -------------------- | -------------------- | ------------------ | ------------------- |
| U–146     | 1941. június 28.     | Pluto                | Finnország         | 13 581              |
| U–94      | 1941. szeptember 15. | Newbury              | Egyesült Királyság | 4425                |
| U–94      | 1941. szeptember 15. | Pegasus              | Görögország        | 5200                |
| U–94      | 1941. szeptember 15. | Empire Eland         | Egyesült Királyság | 325                 |
| U–94      | 1941. október 1.     | San Florentino       | Egyesült Királyság | 31 100              |
| U–94      | 1942. február 24.    | Empire Hail          | Egyesült Királyság | 7267                |
| U–94      | 1942. március 9.     | Cayrú                | Brazília           | 5642                |
| U–94      | 1942. március 11.    | Hvoslef              | Norvégia           | 5494                |
| U–94      | 1942. március 25.    | Imperial Transport * | Egyesült Királyság | 4305                |
| U–94      | 1942. május 12.      | Cocle                | Panama             | 5406                |
| U–94      | 1942. május 13.      | Batna                | Egyesült Királyság | 5068                |
| U–94      | 1942. május 13.      | Tolken               | Svédország         | 4876                |
| U–94      | 1942. június 5.      | Maria da Glória      | Portugália         | 3999                |
| U–94      | 1942. június 10.     | Empire Clough        | Egyesült Királyság | 5053                |
| U–94      | 1942. június 10.     | Ramsay               | Egyesült Királyság | 5218                |
| U–94      | 1942. június 11.     | Pontypridd           | Egyesült Királyság | 3154                |

* A hajó nem süllyedt el, csak megrongálódott